# 禁断のギャルゲー
禁断のギャルゲー（きんだんのギャルゲー）は、株式会社ジャックインザボックス (Jack in the box) の提供する携帯電話アプリゲームの配信ウェブサイト。美少女系恋愛ゲームをi-mode、EZweb、Yahoo!ケータイの公式サイトとして全年齢レーティングに移植制作して配信している。
2011年11月、NTTドコモのdメニューにてAndroidスマートフォン向け配信が開始された。

## 作品
括弧内は原作PCゲームの発売元、発売日。Vの付いている作品にはキャラクターボイスも収録されている。
- Gift 〜ギフト〜（MOONSTONE、2005年5月27日）
  - Gift 温泉旅行（Gift にじいろストーリーズ）
- Present for YOU（Nail、2003年4月11日） V
- 青と蒼のしずく -a calling from tears-（Lass、2003年4月25日） V
- After...（Ciel、2003年6月27日） V
  - After... -Sweet Kiss- V
- こころナビ（Q-X、2003年6月27日）
- 潮風の消える海に（light、2007年1月26日）
- 幸福の食卓 〜しあわせのはね〜（HONEY SOFT、2007年5月25日） V
- 天使憑きの少女（Nail、2006年4月28日） V
- エーデルワイス（OVERDRIVE、2006年12月15日） V
- たっぷん麻雀（JACK IN THE BOXオリジナル）
- 夜勤病棟麻雀（ミンク、2004年1月15日）
- Clear -クリア-
- 雪のち、ふるるっ! 〜ところにより、恋もよう〜
- キラ☆キラ
- 夜勤病棟花札
- おキツネSummer 〜夏合宿・女の子付き〜
- 11eyes -罪と罰と贖いの少女-
- Queenボンジョルの!大富豪
- 残暑お見舞い申し上げます。 〜君と過ごしたあの日と今と〜
- プラゥヴ クルイード
- ああっお嬢様っ
- 世界を征服するための、3つの方法 V
- 恋姫†無双 〜ドキッ☆乙女だらけの三国志演義〜
- それは舞い散る桜のように
- 月と魔法と太陽と
- ぺたぺた
- ぴゅあぴゅあ
- あの蒼い海より
- 絶対可憐!お嬢様っ
- トロピカルKISS
- 任侠華乙女
- 恋する乙女と守護の楯
- 桜吹雪〜千年の恋をしました〜
- エーデルワイス 詠伝ファンタジア
- 真剣で私に恋しなさい!麻雀
- 君が主で執事が俺で
- あかね色に染まる坂
- ぴゅあらっ!
- うたてめぐり
- マジスキ〜Marginal Skip〜
- DEARDROPS
- WIZARD GIRL AMBITIOUS
- 夏色ストレート!
- D.C. 〜ダ・カーポ〜
- D.C.II 〜ダ・カーポII〜
- あまたらすリドルスター（seal-QUALIA、2013年11月29日）